# Château de Barnard
Barnard Castle est un château médiéval en ruine situé dans la ville du même nom dans le comté de Durham, en Angleterre.

## Histoire

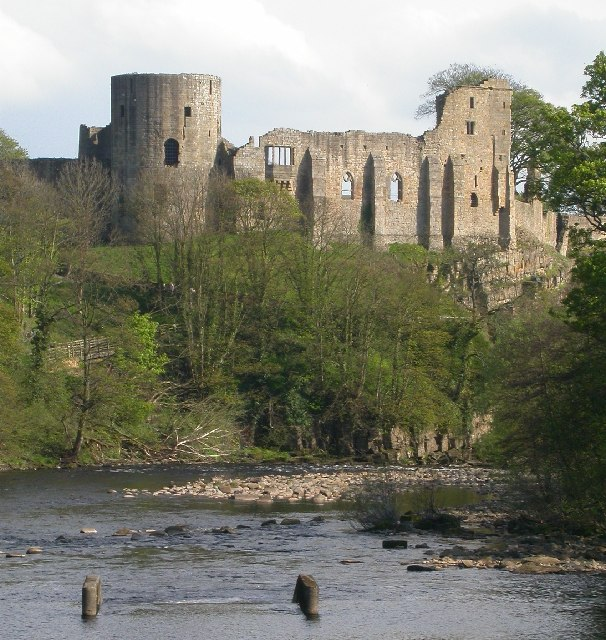
Barnard Castle au-dessus de la rivière Tees

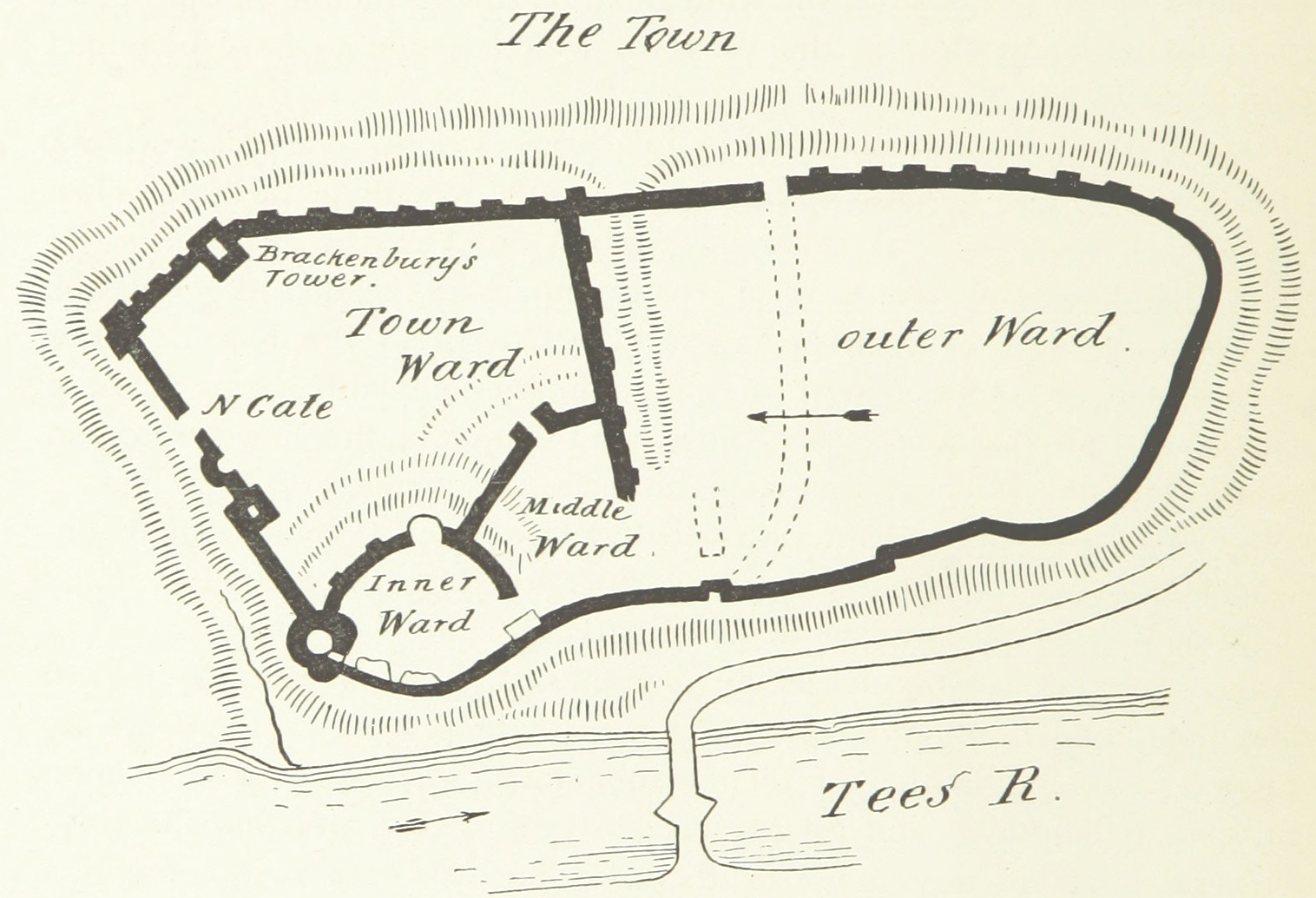
Un plan du château tiré de The Castles of England de JD Mackenzie : leur histoire et leur structure

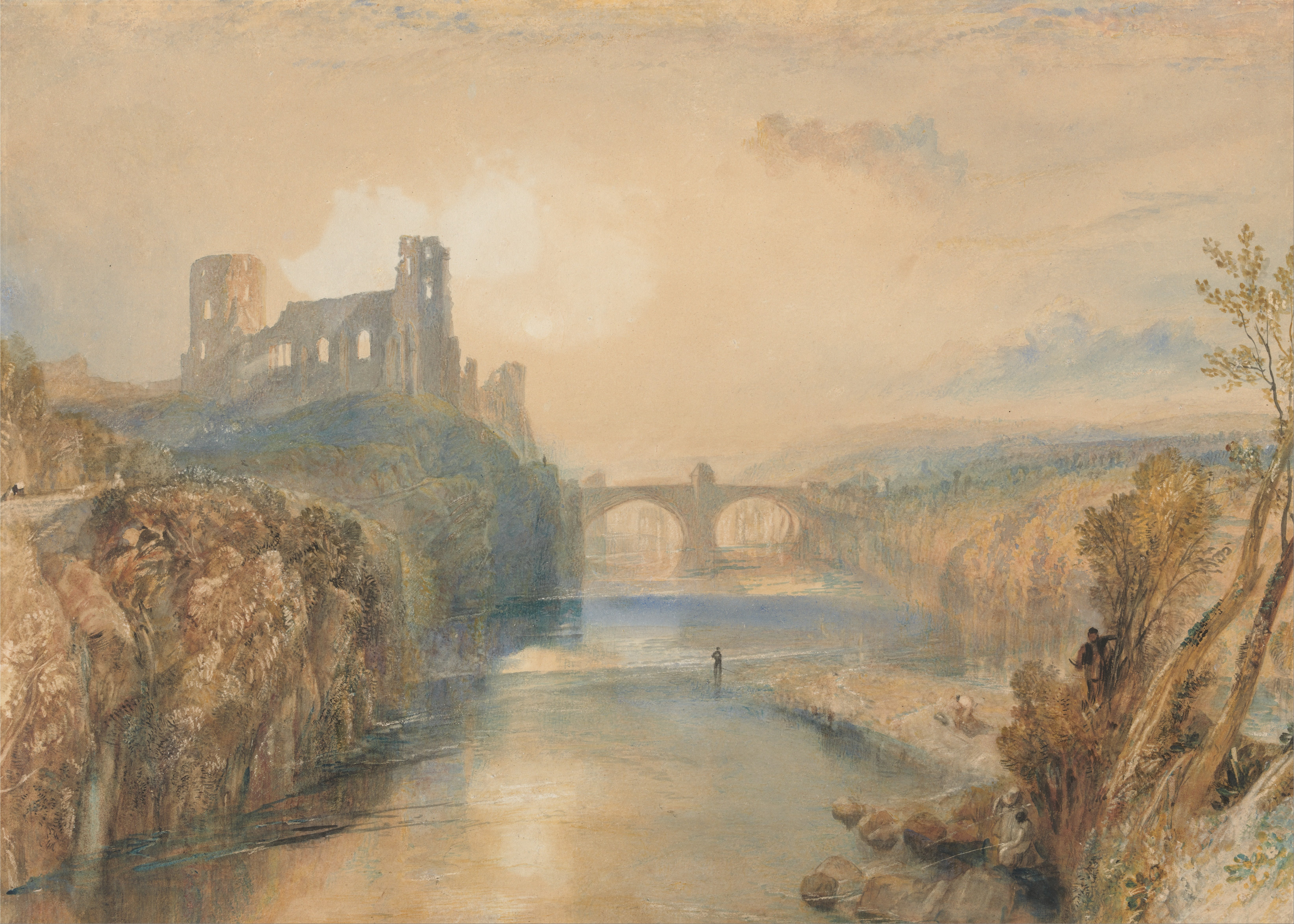
Peinture du château de Barnard, par JMW Turner (vers 1825)

Un château en pierre est construit à l'emplacement d'une ancienne position défendue d'environ 1095 à 1125 par Guy de Balliol. Entre 1125 et 1185 son neveu Bernard de Balliol et son fils Bernard II agrandissent l'édifice.
En 1216, le château est assiégé par Alexandre II, roi d'Écosse. Il est toujours détenu par la famille Balliol bien que sa propriété ait été contestée par les évêques de Durham. Lorsque Jean Balliol est déposé en tant que roi d'Écosse en 1296, le château est transmis à l'évêque de Durham. Vers 1300 Édouard Ier l'accorde au comte de Warwick. Au XVe siècle, le château passe par mariage d'Anne Beauchamp, 16e comtesse de Warwick à son mari, Richard Neville, 16e comte de Warwick. En 1477 lors de la Guerre des Deux-Roses, Richard, duc de Gloucester (plus tard Richard III) prend possession du château de plein droit de sa femme, Anne Neville. C'est l'une de ses résidences préférées,.
Lors de la rébellion des comtes de Northumberland et de Westmorland, sous le règne d'Elizabeth, le château, qui est alors la propriété de la couronne, est mis en garnison par Sir George Bowes, de Streatlam. Pendant la guerre civile, le château est assiégé par Cromwell, à qui, après une sévère canonnade, la garnison se rend. Après de fréquentes concessions et réversions, le château, les terres et les dépendances sont achetés par Sir Henry Vane, un ancêtre du duc de Cleveland, lui-même vicomte Bernard.
Sir Henry Vane l'Ancien, député et membre important de la maison de Charles Ier, d'abord son gouverneur, puis son trésorier, achète le château de Raby, le château et le domaine de Barnard pour 18 000 £. Il choisit de faire de Raby sa résidence principale et enlève le toit et la pierre du château de Barnard pour réparer et entretenir Raby.
Le château est sous la garde d'English Heritage et est ouvert au public. Les ruines de la tour cylindrique du XIIe siècle et la grande salle et la grande chambre du XIVe siècle sont particulièrement intéressantes. C'est un monument ancien répertorié classé Grade I en 1950. Les vestiges de la chapelle médiévale de St Margaret dans le quartier extérieur sont répertoriés comme Grade II.